# Religió a l'Azerbaidjan

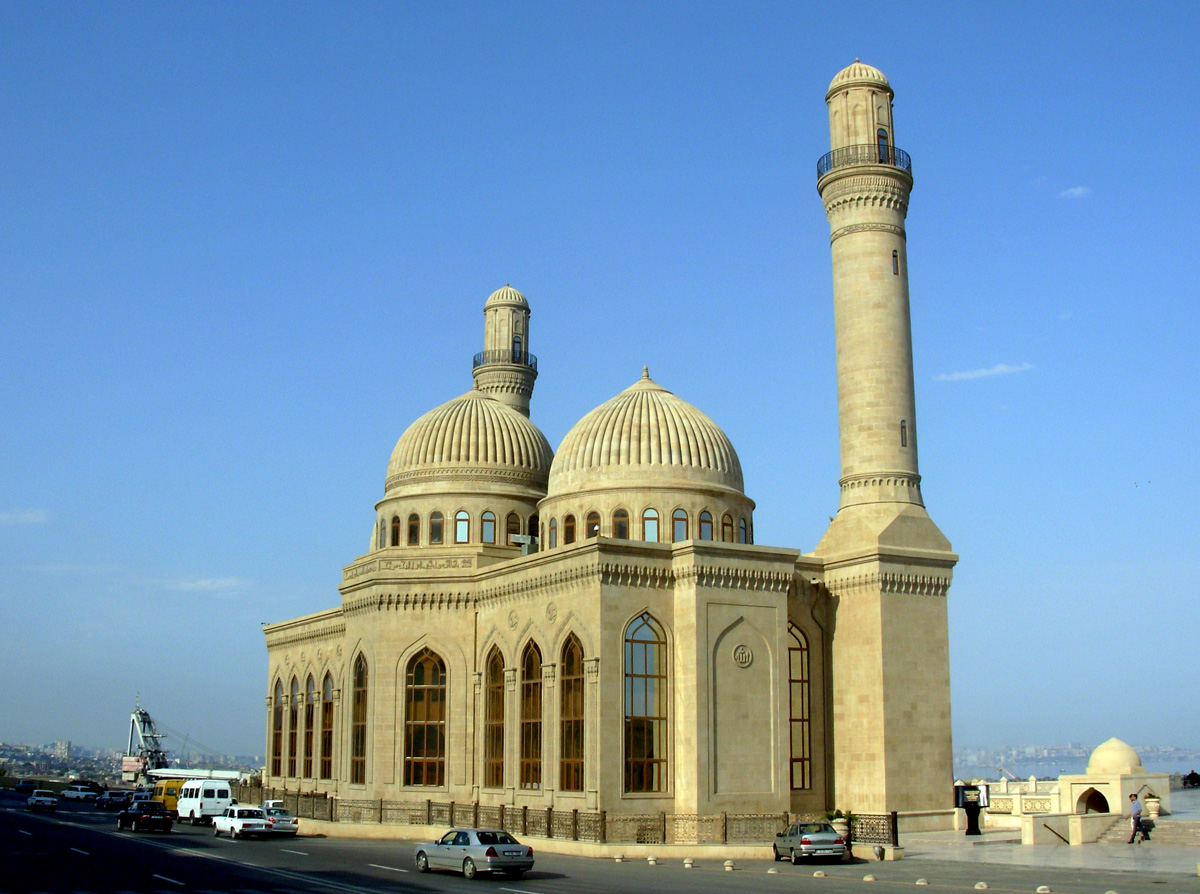
La mesquita Bibi-Heybat, del, a Bakú, que va ser construïda sobre la tomba d'un dels descendents de Mahoma.

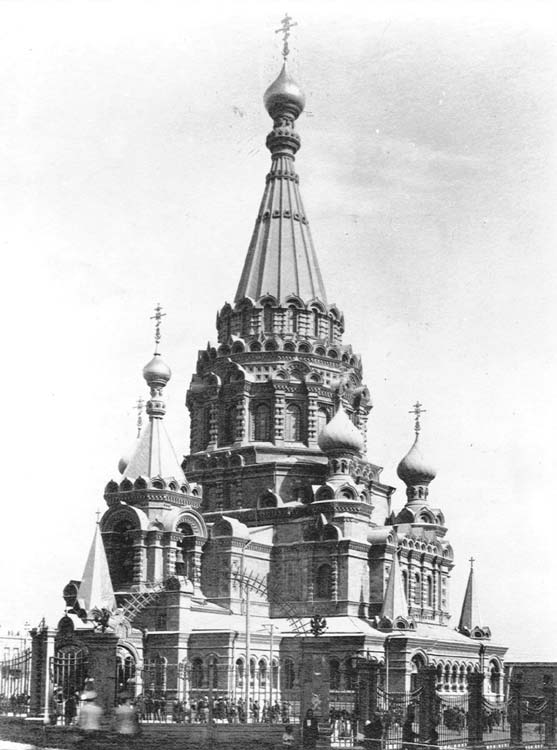
Catedral Alexandre Nevski a Bakú. Va ser demolida durant l'etapa Soviètica.

Aquest article tracta sobre la religió a l'Azerbaidjan. Tradicionalment la religió majoritària a l'Azerbaidjan és l'islam des del segle vii i el xiisme d'ençà el segle xvi.
Azerbaidjan és un Estat laic d'acord amb l'article 7 de la Constitució de l'Azerbaidjan i garanteix la llibertat de culte per l'article 48 de la Constitució.
Prop del 95% de la població és musulmana, d'aquests el 85% són xiites i el 15% sunnites, fent de l'Azerbaidjan el segon país amb major proporció de xiïtes, només després de l'Iran. En la majoria musulmana, els costums religiosos no són practicades molt estrictament, i la identitat musulmana tendeix a basar-se més en l'ètnia i en la cultura que en les pràctiques religioses.
Hi comunitats cristianes (150 000) i jueus (34 500). Entre els cristians, l'Església Ortodoxa russa i la georgiana juntament amb l'església apostòlica armènia (només en Alt Karabakh) són les que compten amb més seguidors. El 2010 hi havia al país 498 catòlics romans. Altres denominacions cristianes amb presència al país inclouen als luterans, baptistes i els molokanes. També hi ha petites comunitats de jueus, bahà'ís, hare krixnas i testimonis de Jehovà. El zoroastrisme va tenir una llarga història a l'Azerbaidjan, evident en llocs com el Temple de foc de Bakú o cerimònies com el Noruz, juntament amb el maniqueisme.

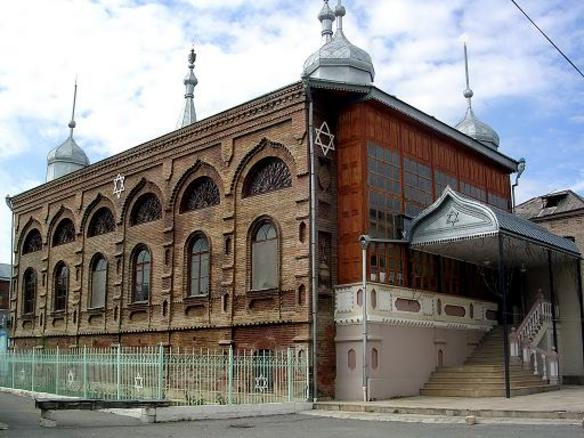
Sinagoga a Qırmızı Qəsəbə, l'única ciutat totalment jueva fora d'Israel.

El 1997, es va prohibir per decret tota activitat de missioners religiosos estrangers, per complir amb la Llei de Religió, que prohibeix predicar religions alienes a la cultura nacional, o que «poguessin desembocar en una divisió de la societat». La congregació protestant Paraula de Vida està registrada com una organització sense ànim de lucre, però (el 1999) encara no havia pogut aconseguir el seu reconeixement com a religió. L'informe sobre llibertat religiosa de l'any 2000, del Departament d'Estat nord-americà, esmenta que els clergues d'una religió no tradicional van ser detinguts, empresonats i colpejats, i l'edifici de les seves reunions va ser usat com a fàbrica estatal, com a forma d'humiliació pública. El mateix informe reconeix «millores significatives» posteriors: es van cancel·lar les ordres de deportació de molts grups religiosos, es van acceptar les inscripcions de diverses esglésies per primera vegada, i fins i tot un oficial de policia va ser castigat per abusar contra un grup minoritari religiós. Aquestes millores no semblen haver-se mantingut en el temps. Els testimonis de Jehovà havien aconseguit ser reconeguts com a religió el 1999, però en la nit de Nadal de 2006, la policia va interrompre la seva celebració, va confiscar els seus béns, i va arrestar al voltant de 200 persones, entre ells sis estrangers que van ser deportats.

L'Assemblea Parlamentària del Consell d'Europa va dir que:
| « | Azerbaidjan és conegut per ser un país amb un alt nivell de tolerància religiosa i harmonia religiosa. En conseqüència, sol⋅licitem a les autoritats no danyar aquesta imatge i prendre les mesures necessàries per prevenir tota interferència il⋅legal de les autoritats policials amb l'exercici pacífic de la llibertat de religió i la llibertat de reunió de les minories religioses com els Testimonis de Jehovà. | » |